# Flero
Flero (Flér in dialetto bresciano) è un comune italiano di 8 746 abitanti della provincia di Brescia in Lombardia. È situato nell'alta pianura immediatamente a sud del capoluogo.

## Geografia fisica

### Territorio
Il territorio, vasto 9,699 km², è sostanzialmente pianeggiante, con un'altitudine tra 95 e 108 m s.l.m.
Dal punto di vista idrografico è bagnato dal vaso Fiume di Flero, ramo del fiume Grande Inferiore, che attraversa il centro abitato, e dal Garzetta il quale passa ai margini del territorio comunale, al confine con Castel Mella. A meridione di Flero, nella fascia pedecollinare del Monte Netto, sono presenti le risorgive di formazione del vaso Orso.

### Clima
Il clima ad Flero è caldo e temperato, con piovosità significativa durante tutto l'anno.
La temperatura media annuale è di 13,1 °C, essendo luglio e agosto i mesi con temperature più alte e gennaio il mese con temperature più basse.
La piovosità media annuale è di 1091 mm. In particolare le piogge sono più scarse nel mese di gennaio e più abbondanti nel mese di novembre.
| [ 6 ]               | Mesi | Mesi | Mesi | Mesi | Mesi | Mesi | Mesi | Mesi | Mesi | Mesi | Mesi | Mesi | Stagioni | Stagioni | Stagioni | Stagioni | Anno  |
| [ 6 ]               | Gen  | Feb  | Mar  | Apr  | Mag  | Giu  | Lug  | Ago  | Set  | Ott  | Nov  | Dic  | Inv      | Pri      | Est      | Aut      | Anno  |
| ------------------- | ---- | ---- | ---- | ---- | ---- | ---- | ---- | ---- | ---- | ---- | ---- | ---- | -------- | -------- | -------- | -------- | ----- |
| T. max. media (°C)  | 6,6  | 8,5  | 13,2 | 17,0 | 21,3 | 25,8 | 27,8 | 27,4 | 22,5 | 17,3 | 11,6 | 7,2  | 7,4      | 17,2     | 27,0     | 17,1     | 17,2  |
| T. min. media (°C)  | −0,3 | 0,0  | 2,7  | 6,4  | 10,9 | 15,7 | 18,4 | 18,5 | 14,9 | 10,7 | 5,8  | 1,1  | 0,3      | 6,7      | 17,5     | 10,5     | 8,7   |
| Precipitazioni (mm) | 54   | 59   | 67   | 96   | 106  | 100  | 87   | 96   | 115  | 119  | 125  | 67   | 180      | 269      | 283      | 359      | 1 091 |

- Classificazione climatica: zona E, 2410 GR/G[7]
- Classificazione dei climi di Köppen: Cfa[6]

## Origini del nome
Il nome della località Freores è comparso per la prima volta nell'841 in un documento del vescovo di Brescia Ramperto ("que est in loco qui dicitur Freores"). L'espressione "Freores" somiglia al termine bizantino "frear", che significa sorgente o luogo di fontanili. Altri attribuiscono il nome all'espressione gallica "fl-ur", che significa anch'essa sorgiva d'acqua. Tali ipotesi troverebbero conferma nel fatto che il territorio di Flero è attraversato da molti fontanili di acqua sorgiva.
In un documento successivo, la località è invece indicata con il nome "Infleures", che vuol dire "tra i fiori".
Un'altra ipotesi fa derivare il nome dialettale della località "Fler" dal termine "filèr", che vuol dire "filari di viti", in riferimento alle coltivazioni presenti nella zona.

## Storia
La presenza umana nel territorio di Flero durante la preistoria è testimoniata dal rinvenimento di un reperto in pietra attribuito al Neolitico e di un reperto vitreo della seconda età del ferro.
Al II secolo a.C. è invece datata un'armilla gallica di vetro blu, ritrovata in una tomba probabilmente femminile. Tale ritrovamento fa pensare che nel territorio di Flero fossero stanziate anticamente popolazioni di Galli-Cenomani.
Risalente all'epoca romana è invece il cippo funerario di Lucio Cornelio Glicone, dedicato al figlioletto morto in tenera età.
Dal 1927 al 1956 Flero fu unita a Poncarale nel comune di Poncarale Flero.

### Simboli
fogliate di due, poste in palo, ordinate in fascia con le
estremità verso il basso; al capo di verde pieno.
Ornamenti esteriori da Comune.»
Il gonfalone è un drappo di azzurro.

## Monumenti e luoghi d'interesse

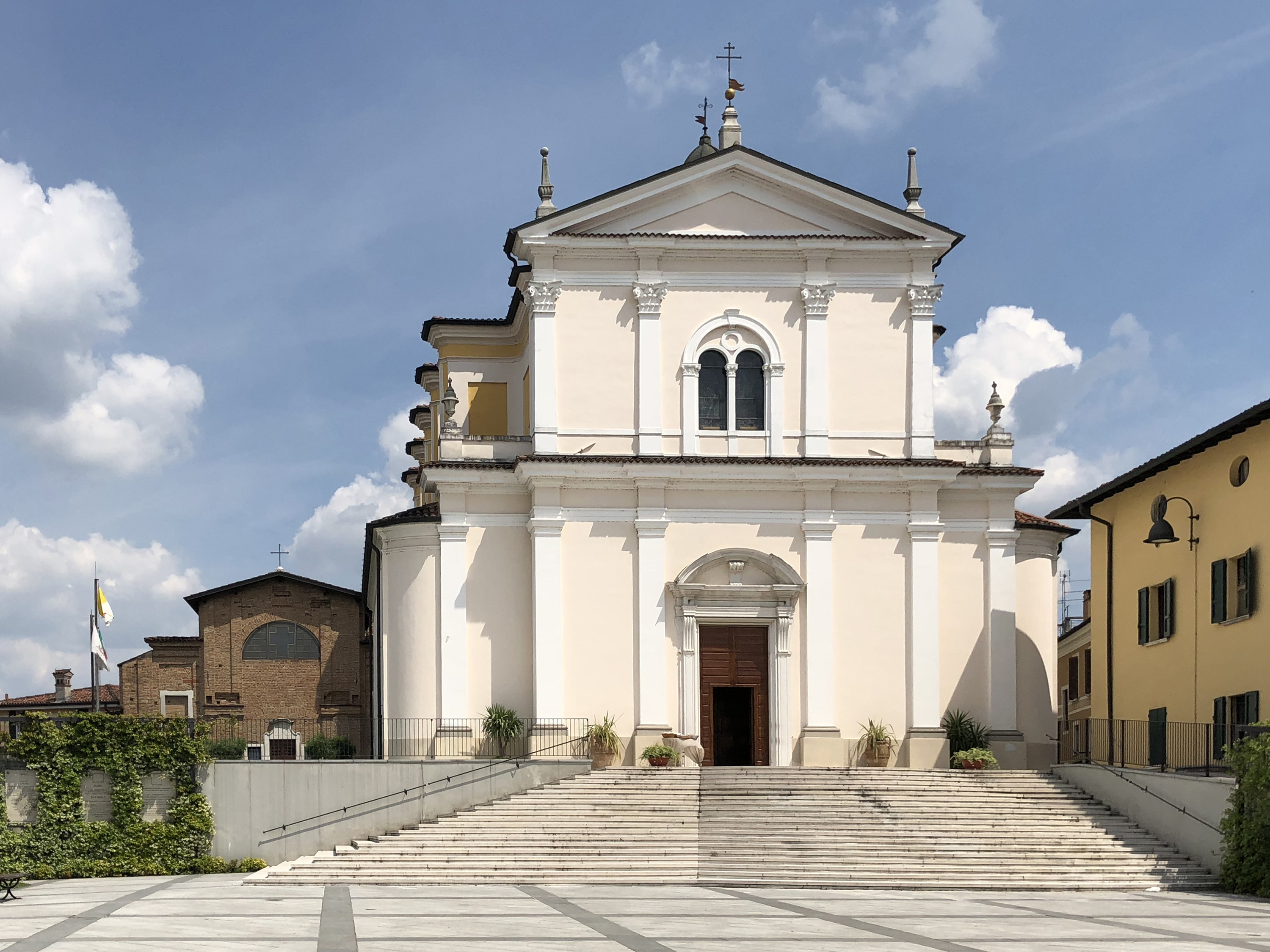
Chiesa della Conversione di San Paolo

- Chiesa della Conversione di San Paolo
- Oratorio don Bosco
- Piazza IV Novembre
- Piazza San Paolo
- Villa Grasseni
- Palazzo Calzaveglia-Avogadro
- Palazzo Prandelli
- Gurudwara - Tempio Sikh
- Parco Bruno Barbaglio
- Pietra del Gallo
- Teatro "Le Muse"
- CIV

## Società

### Evoluzione demografica
Abitanti censiti

### Etnie e minoranze straniere
Al 31 dicembre 2023 la popolazione straniera era di 708 persone, pari all'8,16% della popolazione.

### Lingue e dialetti
Nel territorio di Flero, accanto all'italiano, è parlata la Lingua lombarda prevalentemente nella sua variante di dialetto bresciano.

## Cultura

### Istruzione

#### Scuole
- Scuola materna "Nascimbeni"
- Scuola materna "I Ciliegi"
- Scuola Primaria.
- Scuola Media Statale "E. Rinaldini".

#### Biblioteche
- Biblioteca Comunale, facente parte della Rete Bibliotecaria Bresciana e Cremonese (RBBC), via Mazzini 11.
- Biblioteca Parrocchiale, via Parrocchia 11[12]

## Infrastrutture e trasporti
Fra il 1914 e il 1948 Flero era servita dall'omonima fermata e dalla stazione di Onzato, poste lungo la tranvia Brescia-Ostiano.

## Amministrazione
| Periodo       | Periodo       | Primo cittadino | Partito | Carica                  | Note   |
| ------------- | ------------- | --------------- | ------- | ----------------------- | ------ |
| 1956          | dicembre 1958 | Mario Olivieri  |         | Commissario prefettizio | [ 14 ] |
| dicembre 1958 | novembre 1962 | Giovanni Chiari | PCI-PSI | Sindaco                 | [ 14 ] |
| novembre 1962 | 7 giugno 1993 | Bruno Barbaglio | DC      | Sindaco                 | [ 14 ] |

Di seguito l'elenco dei sindaci eletti direttamente dai cittadini (dal 1993):
| Periodo        | Periodo        | Primo cittadino     | Partito                                  | Carica  | Note |
| -------------- | -------------- | ------------------- | ---------------------------------------- | ------- | ---- |
| 7 giugno 1993  | 28 aprile 1997 | Bruno Barbaglio     | DC                                       | Sindaco |      |
| 28 aprile 1997 | 14 maggio 2001 | Maria Teresa Levori | Lega Nord                                | Sindaco |      |
| 14 maggio 2001 | 16 maggio 2011 | Lorenzo Prandelli   | Casa delle Libertà                       | Sindaco |      |
| 16 maggio 2011 | 6 giugno 2016  | Nadia Pedersoli     | lista civica (PD)                        | Sindaco |      |
| 6 giugno 2016  | in carica      | Pietro Alberti      | Forza Italia-Lega Nord-Fratelli d'Italia | Sindaco |      |

## Sport
L'Unione Sportiva Flero è l'unica società calcistica locale, militante in Seconda Categoria nella stagione 2023-2024.
Nel maggio del 1979 nacque a Flero Andrea Pirlo, ex calciatore di ruolo centrocampista, che iniziò la propria carriera sportiva nella squadra del Flero.
È stata inoltre attiva per molti anni, a partire dal secondo dopoguerra, la squadra di palla tamburello ASD Vigor Flero, il cui campo era collegato a quello della società calcistica US Flero. La squadra venne sciolta nel 2019 ed il campo oggi è in disuso.